# Université d'État de Moscou
L'université d'État Lomonossov de Moscou (en russe Московский государственный университет имени М. В. Ломоносова, Moskovski gossoudarstvenny ouniversitet imeni M. V. Lomonossova, abréviation MGU) est une université russe située à Moscou. Elle porte le nom de l'un de ses fondateurs, Mikhaïl Lomonossov.
L'université de Moscou a été fondée le 25 janvier 1755 grâce à Ivan Chouvalov. Plus de 40 000 étudiants et environ 7 000 doctorants y effectuent leurs études.
Depuis 1953, la plupart des facultés de l'université sont installées dans un immense bâtiment dessiné par l'architecte Lev Vladimirovitch Roudnev sur l'ordre de Staline. Haut de 240 mètres, il comprend 36 étages, plus de 33 kilomètres de couloirs et plus de 5 000 pièces. C'est l'une des « sept sœurs », ou gratte-ciel staliniens, et l'un des édifices les plus symboliques de la capitale russe.
L'université arrive en tête du classement des établissements d'enseignement supérieur de Russie établi par l'agence de presse Interfax et la station Écho de Moscou pour l'année scolaire 2014/2015.

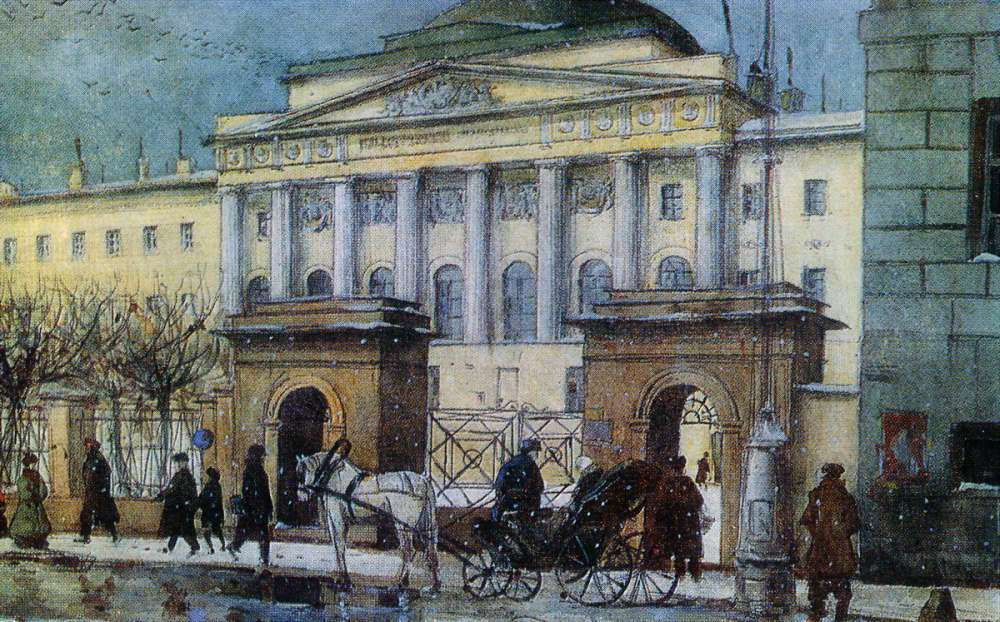
Ancien bâtiment de l'université de Moscou, en face du Manège, aujourd'hui faculté de journalisme (gravure d'après Constantin Juon).
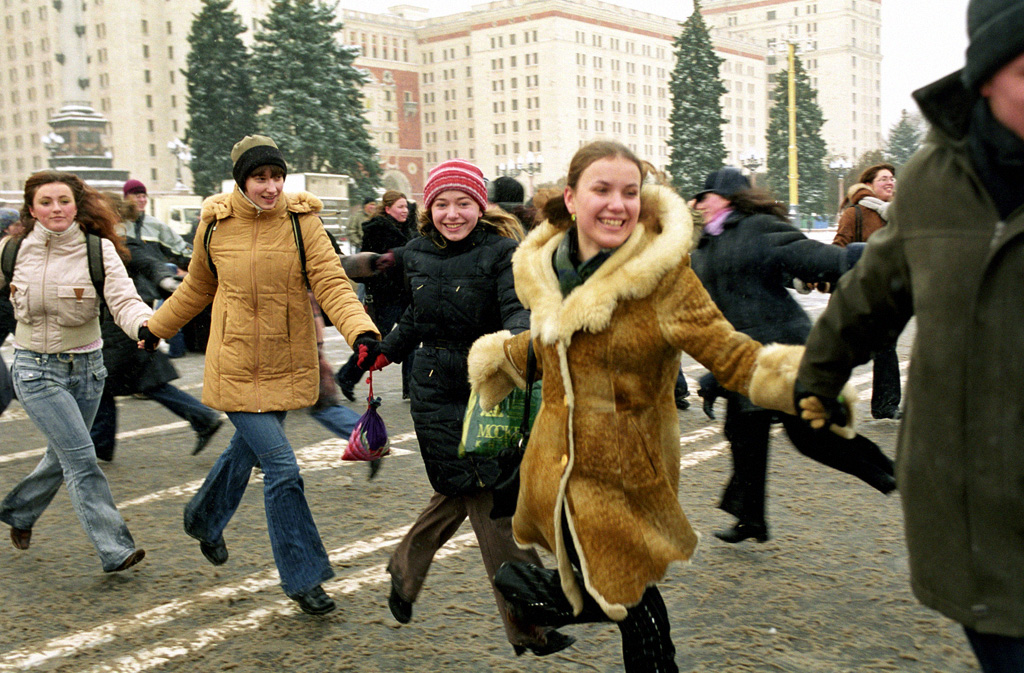
Étudiants célébrant le 250e anniversaire de l'institution en 2005.
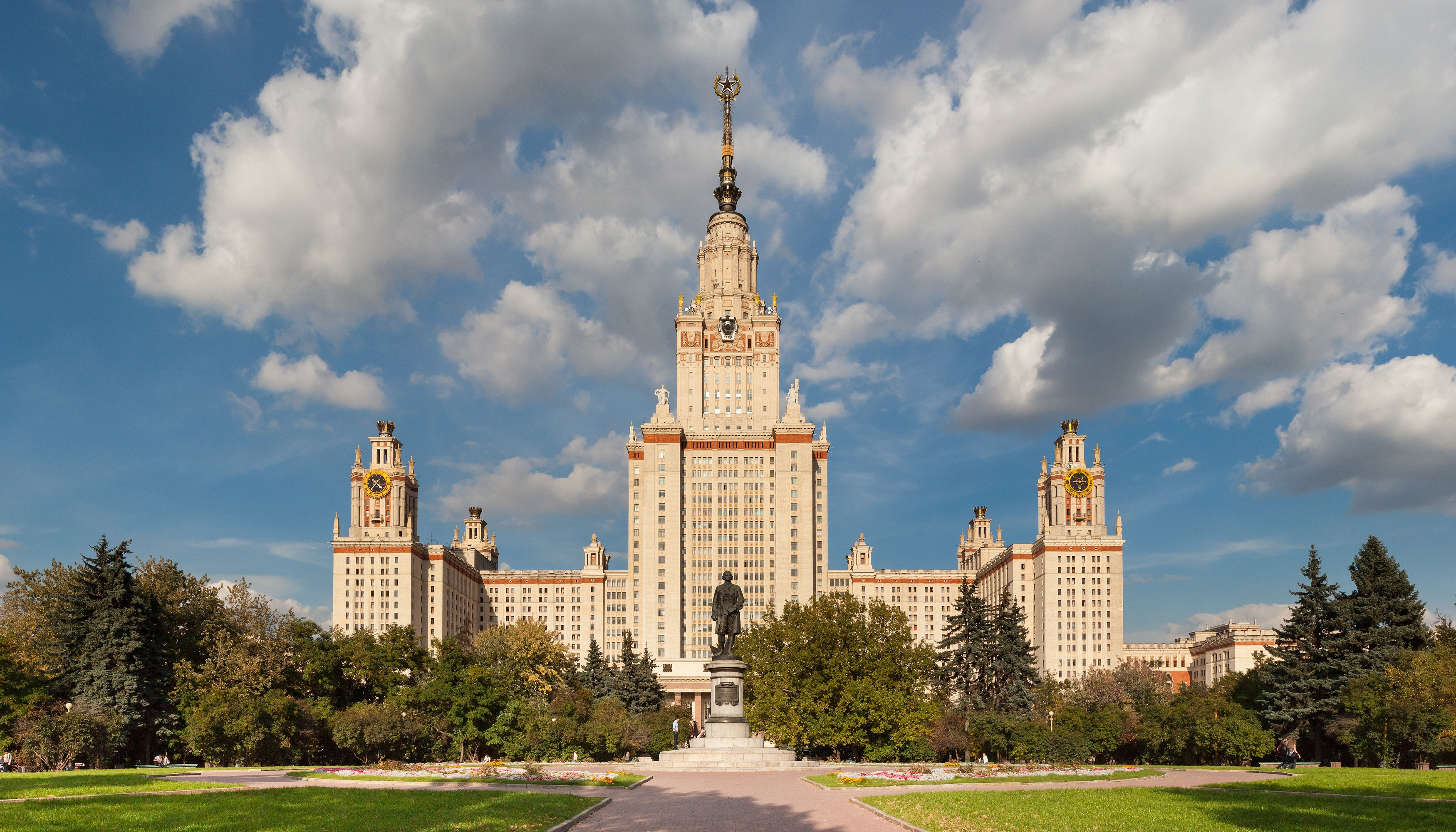
Vue du bâtiment principal de l'université de Moscou, sur la colline aux Moineaux.

## Direction de l'université
Le rectorat du MGU rassemble l'ensemble des organes administratifs de l'université, dirigés par le Conseil scientifique, le recteur et ses adjoints les vice-recteurs.

### Le recteur de l'université
Conformément aux statuts du MGU, c'est le recteur de l'université qui dirige l'établissement.
Le mathématicien Viktor Sadovnitchi, membre de l'Académie des sciences de Russie, est recteur de l'établissement depuis 1992, après en avoir été vice-recteur à partir de 1982.

### Les vice-recteurs
Les vice-recteurs supervisent directement certains secteurs d'activité de l'université. 
L'université compte actuellement douze vice-recteurs.

### Conseil scientifique
L'instance élue supérieure est le conseil scientifique de l'université. Il est l'organe représentatif élu qui assure la direction générale des activités de l'université.
Le conseil scientifique est composé du recteur, qui le préside, et des vice-recteurs. Les autres membres du conseil scientifique de l’université sont élus au scrutin secret.
Le Conseil scientifique décide des principales questions touchant le développement de l’université, ses activités pédagogiques et de recherche, ses relations internationales.
Le professeur Olga Raïevskaïa est première secrétaire scientifique du conseil scientifique du MGU depuis 1996.

## Critique
En 2009, O. A. Zinovieva, spécialiste des sciences culturelles à la Faculté des Arts de l'Université d'État de Moscou, a publié un livre affirmant que des prisonniers du GOULAG étaient impliqués dans la construction de la première étape. métro de Moscou. Cette théorie n’a aucun fondement scientifique, car elle est présentée sans aucune preuve et est critiquée par des spécialistes travaillant avec des documents historiques d’archives.,. Il n’en est pas fait mention dans l’ouvrage fondamental du sociologue allemand Dietmar Neutatz, « Le métro de Moscou des premiers projets à la grande construction du stalinisme », dans lequel il examine la composition sociale des constructeurs du métro.

#### Affaire pénale pour corruption contre le vice-doyen de la Faculté de politique mondiale de l'Université d'État de Moscou
En octobre 2012, une affaire pénale a été ouverte contre le vice-doyen de la faculté de politique mondiale de l’Université d’État de Moscou, Mikhaïl Basharatyan, et le chef du département de philosophie et de sciences politiques de l’Académie du travail et des relations sociales, Viktor Baris, en vertu de l’article « réception d’un pot-de-vin à grande échelle par un groupe de personnes avec accord préalable ».,.
L’affaire pénale a été ouverte conformément aux paragraphes « a » et « b » de la partie 5 de l’article 290 du Code pénal de la Fédération de Russie..Mi-octobre 2012, un jeune homme souhaitant intégrer un programme de troisième cycle a contacté la police. Dans sa déclaration, il a affirmé qu'on lui avait offert 30 000 euros s'il était admis et soutenait sa thèse à l'université..
Le jeune homme souhaitait s'inscrire en master à l'Académie du Travail et des Relations Sociales. Pour 30 000 euros, Basharatyan et Baris lui ont promis d'assurer son admission et sa formation en master, et lui ont également assuré qu'il n'aurait aucun problème pour sa thèse de doctorat et sa soutenance à l'Université d'État Lomonossov de Moscou.,. Le 30 octobre, dans le cadre des accords conclus précédemment, les suspects ont reçu un million de roubles de pots-de-vin. Ils ont été pris en flagrant délit de réception de l'argent..
Après son arrestation, Basharatyan a été arrêté et l'affaire a été portée devant les tribunaux en 2014. Cependant, Basharatyan ne siégeait à aucun comité de thèse de l'université ; il ne pouvait donc influencer l'issue de la soutenance de ses travaux de troisième cycle.,.

#### Fausses thèses
Selon la communauté d’experts en ligne Dissernet, en 2014, l’Université d’État de Moscou était l’une des plus grandes « sociétés de thèses » en Russie produisant de fausses thèses.. Les experts de la communauté notent que les principales sources de ces thèses à l'Université d'État de Moscou sont la Faculté d'administration publique sous la direction de V. A. Nikonov et la Faculté de sociologie sous la direction de V. I. Dobrenkov..
Selon les données de Dissernet au 19 décembre 2020, en termes de nombre d'employés jugés malhonnêtes (232), l'Université d'État de Moscou se classe au 4e rang parmi les universités russes, loin derrière le leader de cette nomination - l'Université russe d'économie Plekhanov (382 cas).

#### Menaces d'expulsion et insultes de la vice-doyenne Lyudmila Grigorieva contre les étudiants du «Groupe d'initiative de l'Université d'État de Moscou»
Début mars 2021, les médias ont fait état d'insultes et de menaces d'expulsion contre des étudiants liés au « Groupe d'initiative de l'Université d'État de Moscou ». La vice-doyenne de la Faculté de génie physique et chimique fondamental de l'Université d'État de Moscou, Lyudmila Grigorieva, a exhorté les étudiants à participer aux persécutions contre l'un des militants écologistes de l'Université d'État de Moscou, exigeant qu'ils écrivent des commentaires négatifs sur son mur sur les réseaux sociaux.. Au cours de sa conversation avec les étudiants, Grigorieva a qualifié le groupe d’initiative de l’Université d’État de Moscou de « gang » et de « libéraux occidentaux nourris par l’Occident ».. « Ils sont contre le pays, contre l'université. <…> On leur donne quelques miettes, quelques miettes, en Occident. Alors, ils grognent ici pour ces miettes, rampent et défèquent sans arrêt », a déclaré Grigorieva à propos des activités des militants.,.

## Facultés et instituts
| Nom | Année de fondation | Doyen                                                          | Site officiel |
| --- | ------------------ | -------------------------------------------------------------- | ------------- |
| Faculté de mécanique et de mathématiques (ru)                                                              | 1804/1933          | Andreï I. Chafarevitch (ru)                                    |               |
| Faculté de mathématiques informatiques et de cybernétique (ru)                                             | 1970               | Evgueny Moïsseïev (ru)                                         |               |
| Faculté de physique (ru)                                                                                   | 1850/1933          | Nikolaï N. Syssoïev (ru)                                       |               |
| Faculté de chimie (ru)                                                                                     | 1929               | Stepan N. Kalmykov (ru)                                        |               |
| Faculté de sciences des matériaux (en) (FNM)                                                               | 1991               | Konstantin A. Solntsev (ru)                                    |               |
| Faculté de biologie (ru)                                                                                   | 1930               | Мikhaïl P. Kirpitchnikov (ru)                                  |               |
| Faculté de bio-ingénierie et de bio-informatique (ru) (FBB)                                                | 2002               | Vladimir P. Skoulatchov (ru)                                   |               |
| Faculté de sciences du sol (ru)                                                                            | 1973               | Pavel V. Krassilnikov (ru)                                     |               |
| Faculté de géologie (ru)                                                                                   | 1949               | Dmitri Iou. Pouchtcharovski (ru)                               |               |
| Faculté de géographie (ru)                                                                                 | 1938               | Sergueï A. Dobrolioubov (ru)                                   |               |
| Faculté de médecine fondamentale (ru)                                                                      | 1992               | Vselevod А. Тkatchouk (ru)                                     |               |
| Faculté de génie physique et chimique (sl)                                                                 | 2006               | Alexeï R. Khokhlov (ru)                                        |               |
| Faculté d'histoire (ru)                                                                                    | 1804/1934          | Lev S. Beloussov (ru)                                          |               |
| Faculté de philologie (ru)                                                                                 | 1941               | Andreï A. Lipgart (ru)                                         |               |
| Faculté de philosophie                                                                                     | 1755/1941          | Alekseï P. Kozyrev (ru)                                        |               |
| Faculté d'économie (ru)                                                                                    | 1941               | Alexandre A. Auzan (ru)                                        |               |
| Faculté de droit (ru)                                                                                      | 1755/1942          | Alexandre К. Gоlitchenkov (ru)                                 |               |
| Faculté de journalisme                                                                                     | 1952               | Еlena L. Vartanova (ru) (président : Yassen N. Zassouski (ru)) |               |
| Faculté de psychologie (ru)                                                                                | 1966               | Youri P. Zintchenko (ru)                                       |               |
| Institut des pays d'Asie et d'Afrique (anciennement Institut des langues orientales)                       | 1956               | Alexeï A. Maslov (ru)                                          |               |
| Faculté de sociologie (ru)                                                                                 | 1989               | Nadejda G. Ossipova (ru)                                       |               |
| Faculté des langues étrangères et des études régionales (ru)                                               | 1988               | Galina G. Moltchanova (ru)                                     |               |
| Faculté d'administration publique (ru)                                                                     | 1993               | Viatcheslav Nikonov                                            |               |
| Faculté de politique mondiale (ru)                                                                         | 2003               | Andreï A. Sidorov                                              |               |
| Faculté des arts                                                                                           | 2001               | А. P. Lobodanov                                                |               |
| Faculté des processus globaux                                                                              | 2004               | I. V. Iline                                                    |               |
| Faculté d'enseignement pédagogique                                                                         | 1997               | N. Kh. Rozov                                                   |               |
| Faculté de science politique                                                                               | 2008               | А. Iou. Choutov                                                |               |
| École supérieure de business de l'université d'État de Moscou                                              | 2001               | О. S. Vikhanski                                                |               |
| École moscovite d'économie                                                                                 | 2004               | А. D. Nekipelov                                                |               |
| École supérieure de traduction et d'interprétation (ESTI)                                                  | 2004               | N. К. Garbovski                                                |               |
| École supérieure d'administration publique                                                                 | 2005               | V. L. Макаrov                                                  |               |
| École supérieure d'audit public)                                                                           | 2006               | S. М. Chakhraï                                                 |               |
| École supérieure d'administration et d'innovation                                                          | 2006               | V. P. Vassiliev                                                |               |
| École supérieure d'affaires d'innovation                                                                   | 2006               | D. G. Коchtchoug                                               |               |
| École supérieure de sciences sociales contemporaines                                                       | 2006               | Г. V. Оssipov (directeur)                                      |               |
| École supérieure de télévision                                                                             | 2008               | V. Т. Тretiakov                                                |               |
| Faculté de formation continue                                                                              | 1999               | А. V. Мikhaliov                                                |               |
| Institut de préparation et de qualification supérieure des enseignants de sciences littéraires et sociales | 1992               | L. N. Pankova                                                  |               |
| Faculté d'enseignement militaire                                                                           | 1926               | V.I. Кrasnovski                                                |               |

## L'université de Moscou et la philatélie

Timbres soviétiques et russes
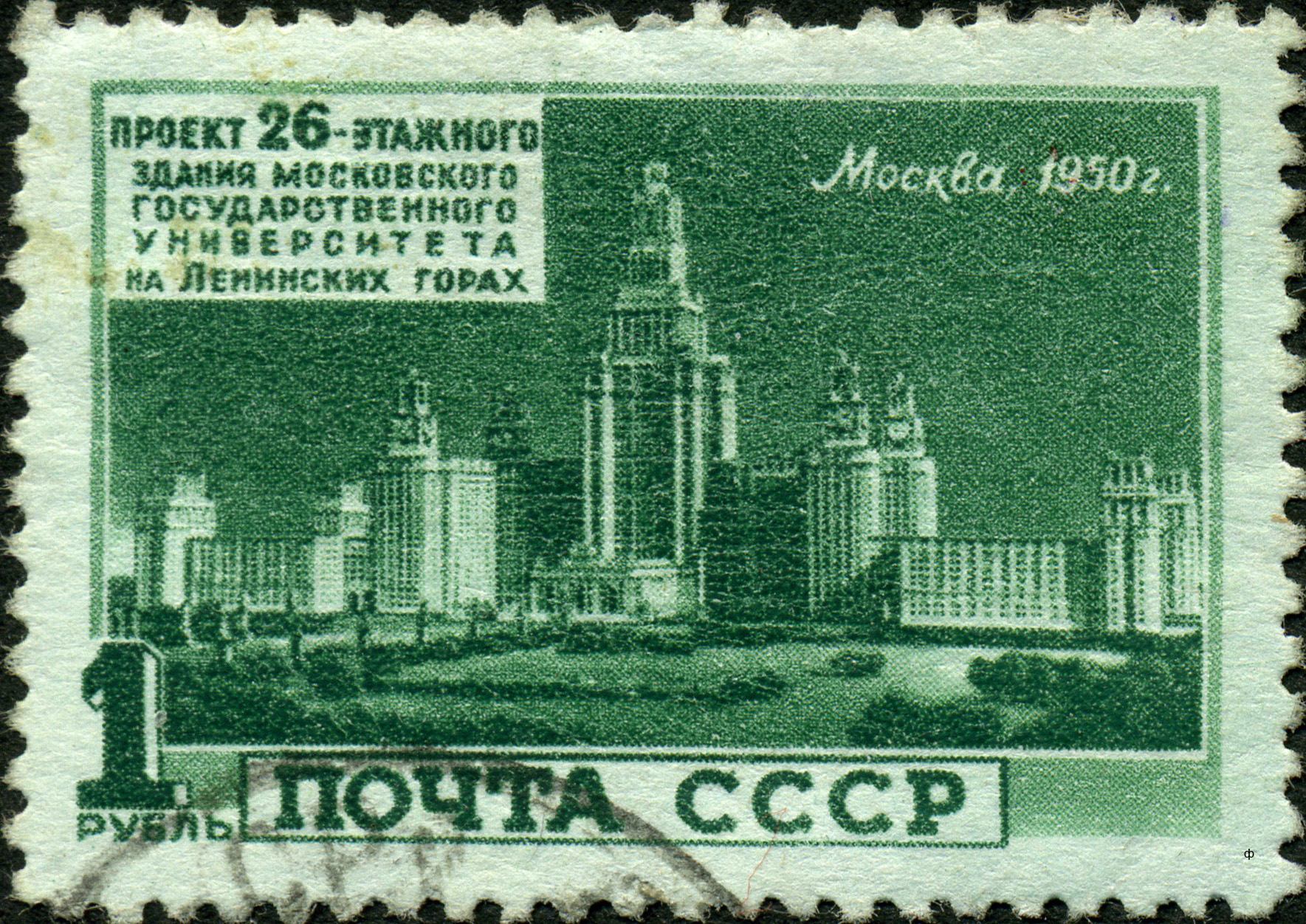
Timbre-poste de 1950 : Projet du bâtiment de 26 étages.
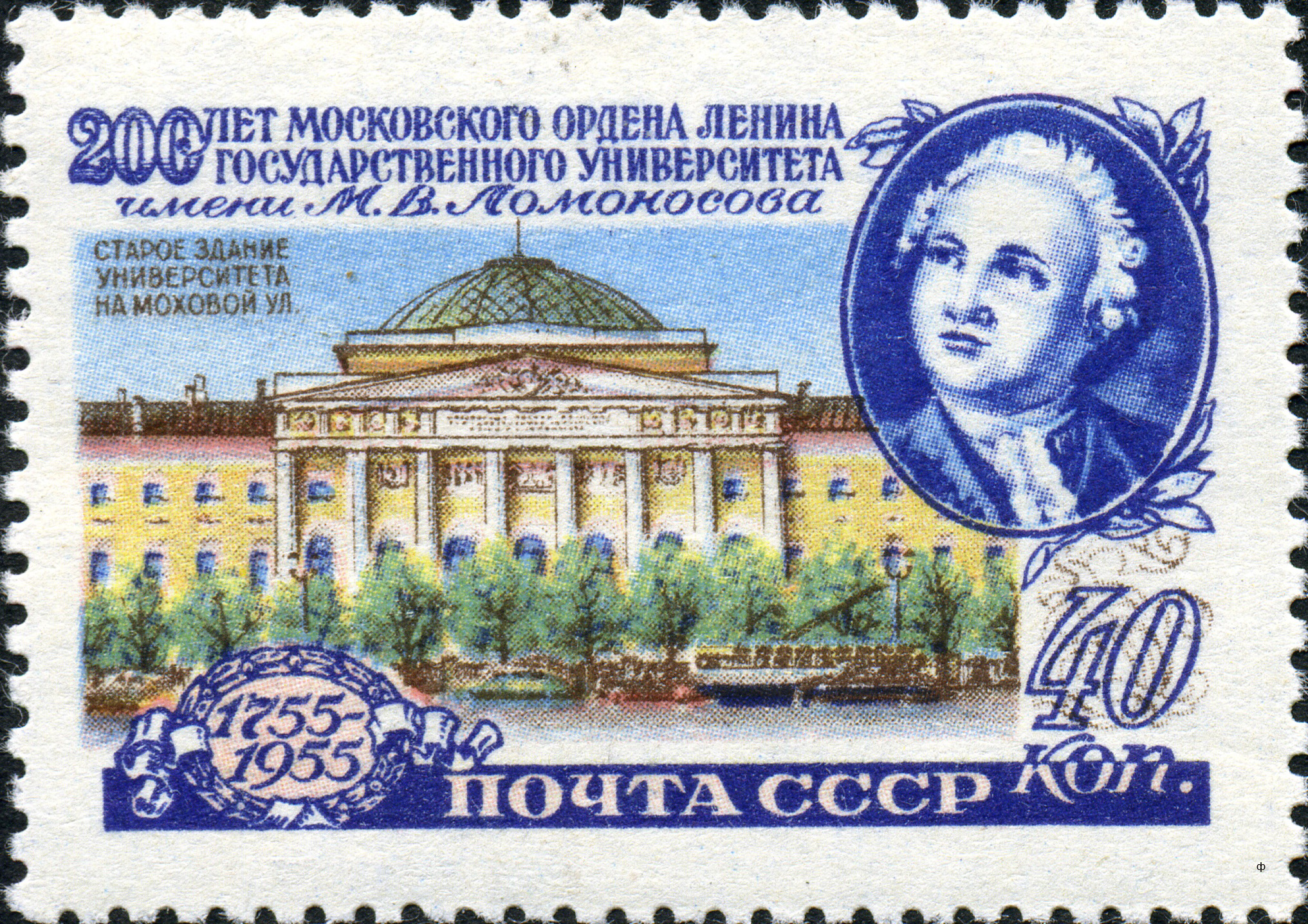
Timbre-poste de 1955 : Anciens bâtiments de l'université.
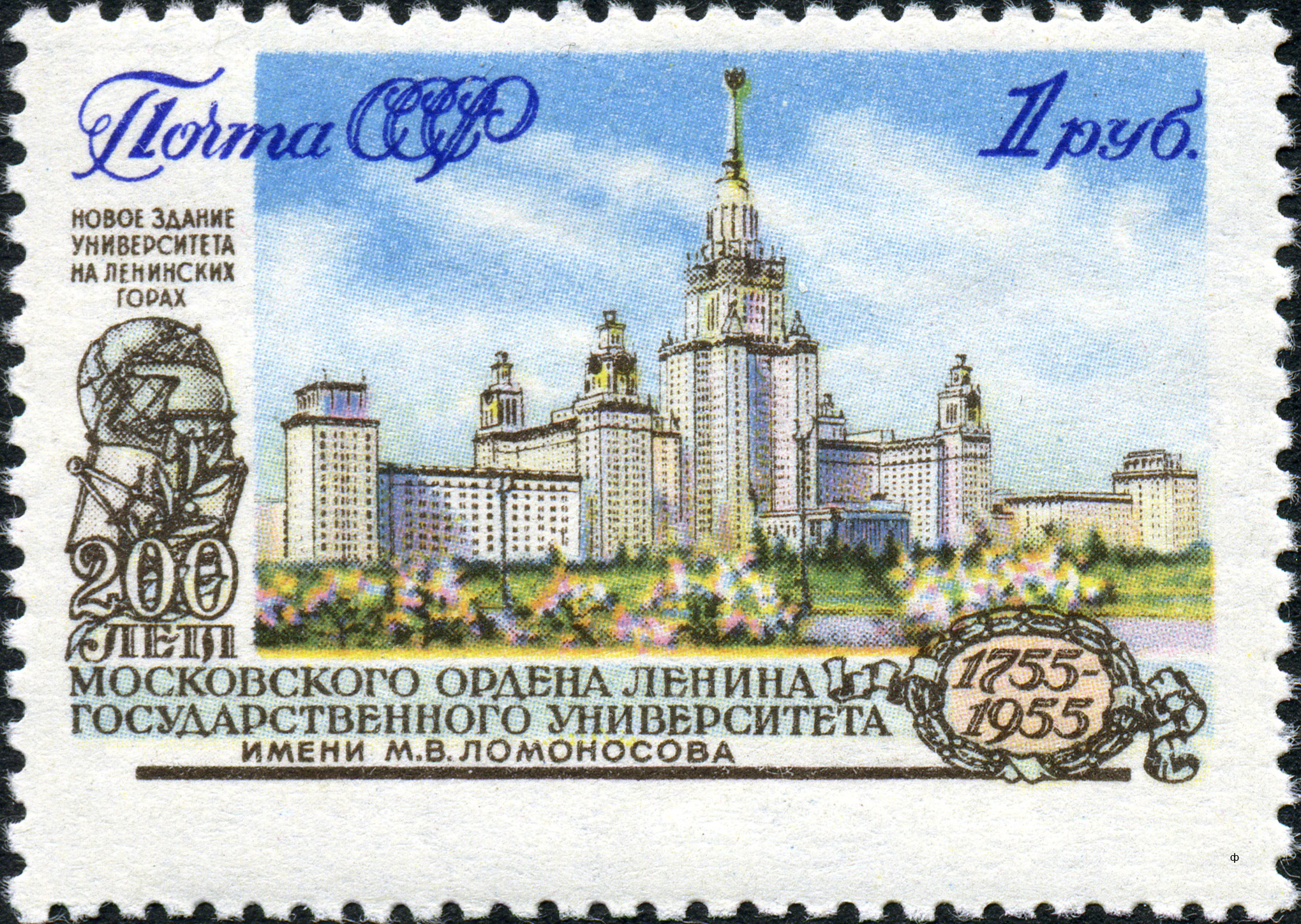
Timbre-poste de 1955 : Nouveaux bâtiments de l'université.
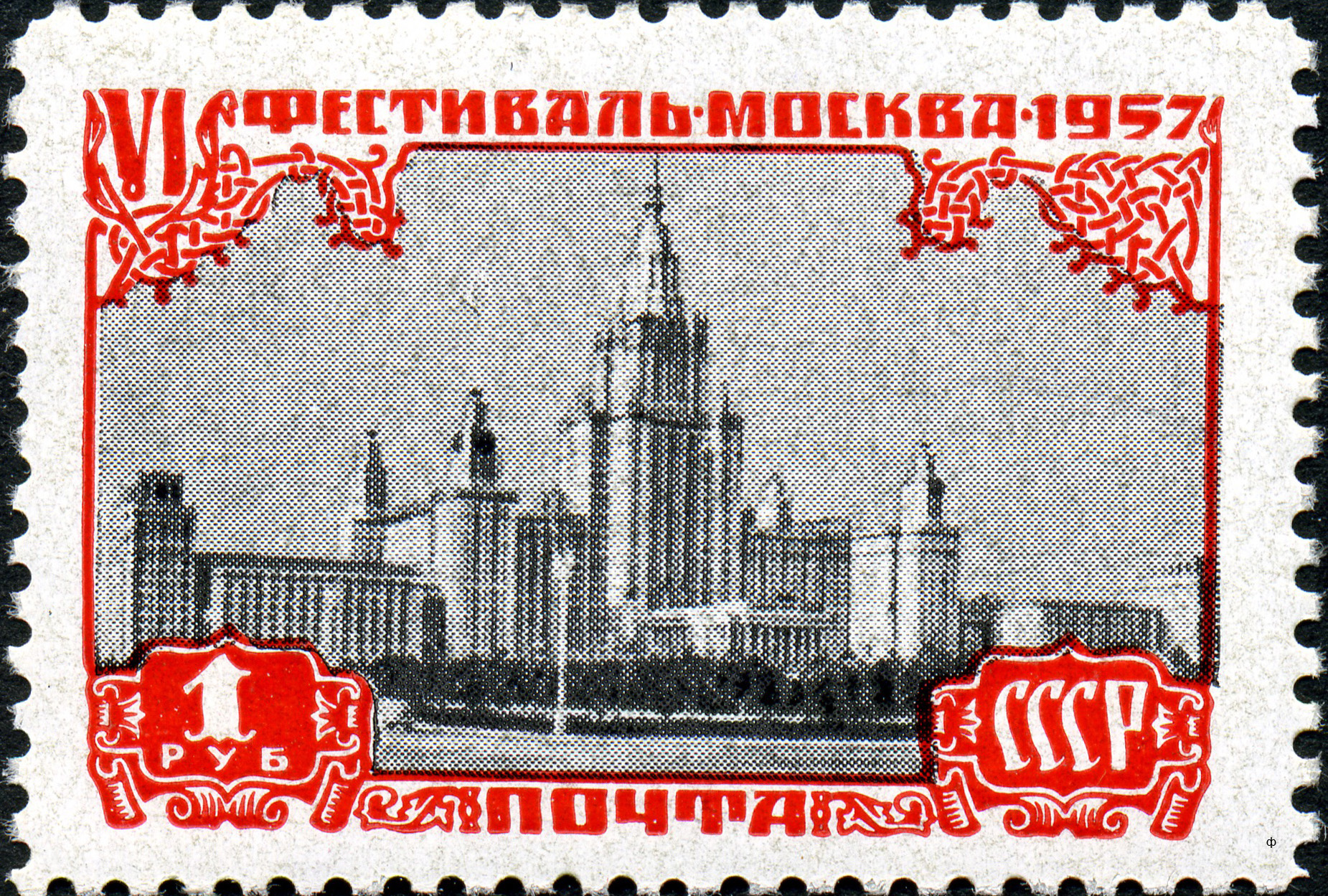
Timbre-poste de 1957 : Moscou − Festival de la Jeunesse et des Étudiants.
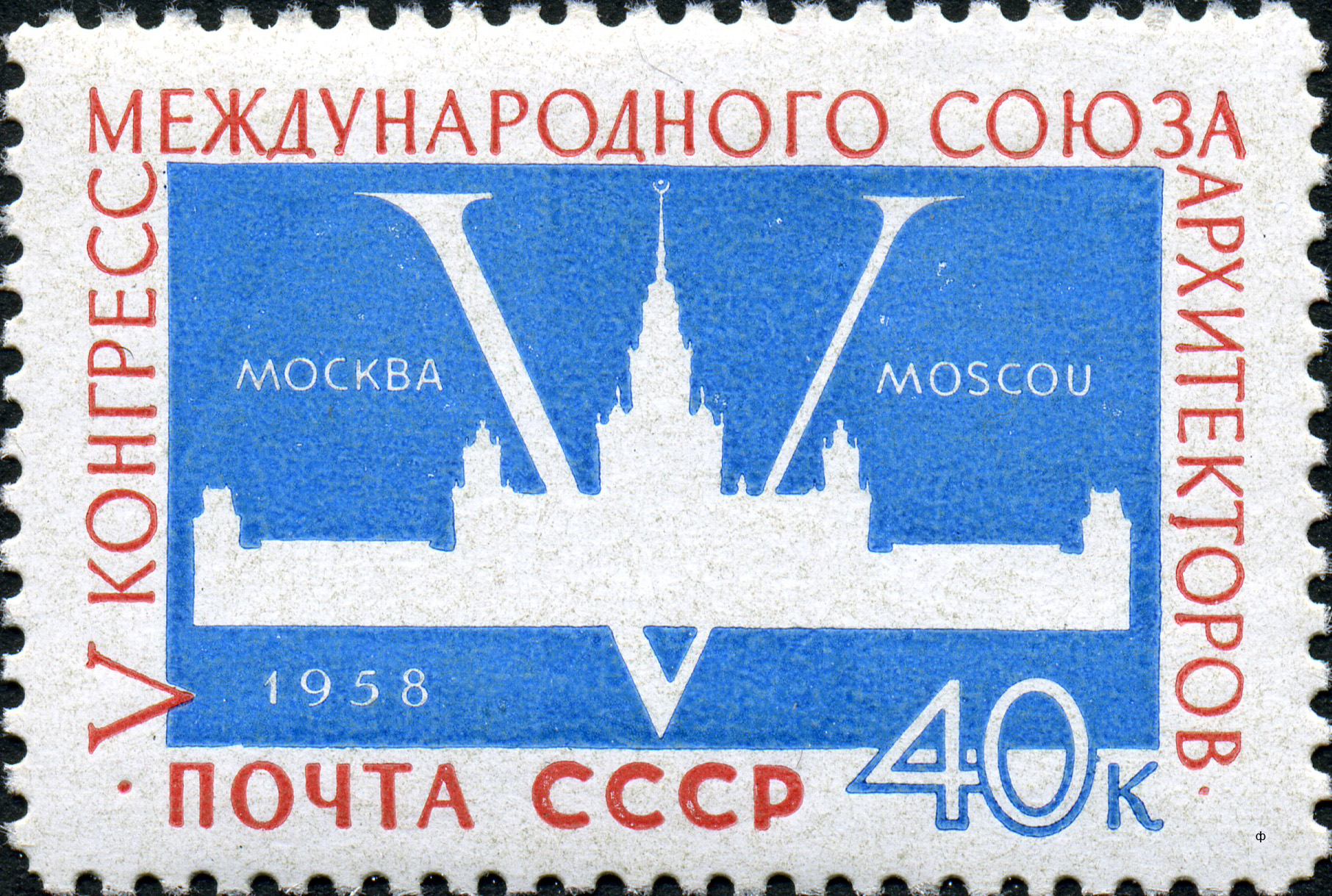
Timbre-poste de 1958 : Ve Congrès de l'Union internationale des architectes.
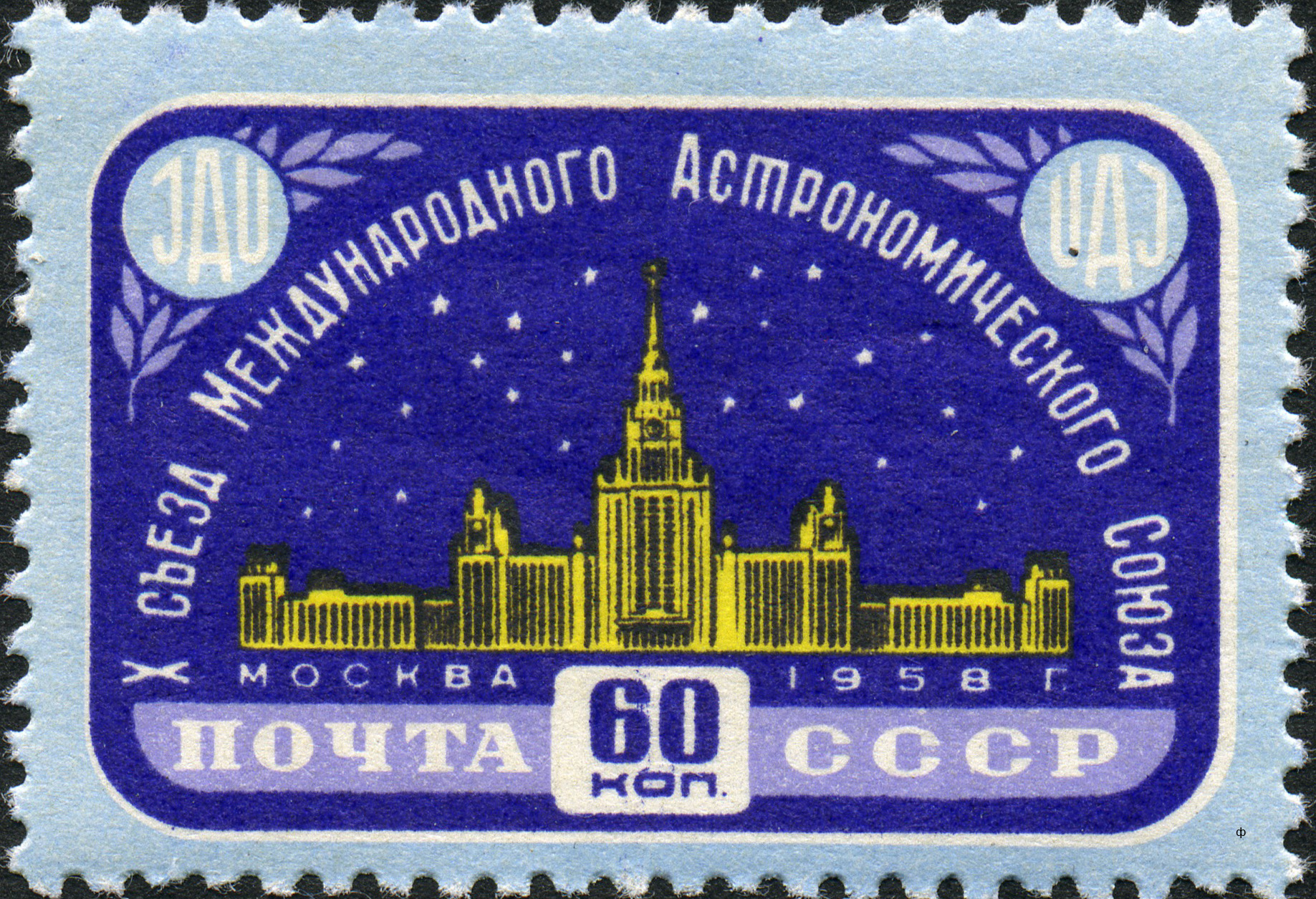
Timbre-poste de 1958 : 10e Assemblée générale de l'Union astronomique internationale, nouveaux bâtiments.
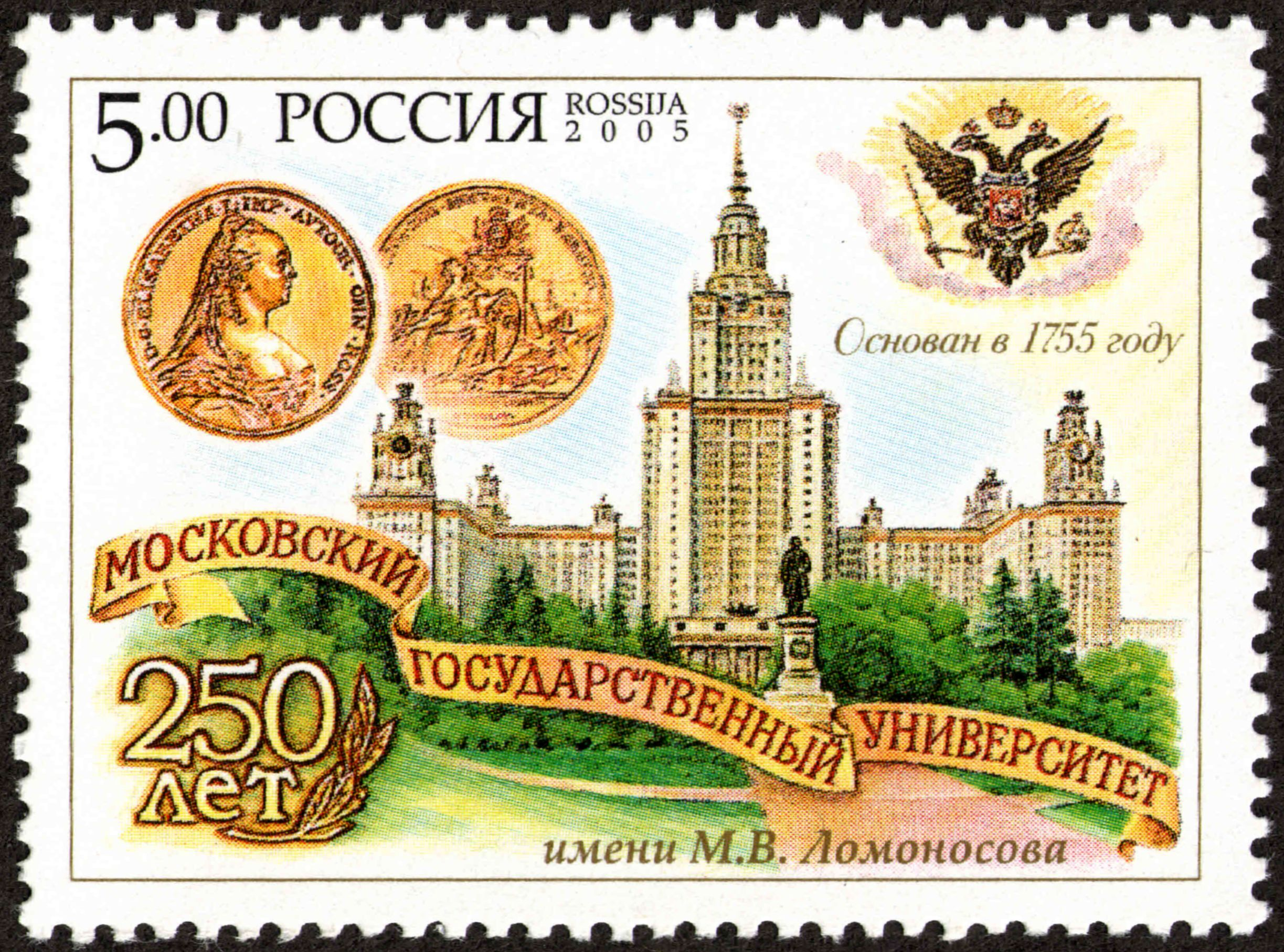
Timbre-poste de 2005 : 250 ans МГУ.